# Félix Rodríguez de la Fuente
Félix Samuel Rodríguez y de la Fuente (Poza de la Sal, Burgos, 14 de marzo de 1928-Shaktoolik, Alaska, 14 de marzo de 1980), conocido como Félix Rodríguez de la Fuente, fue un naturalista y divulgador ambientalista español, defensor de la naturaleza y realizador de documentales para radio y televisión, entre los que destaca la serie El hombre y la Tierra (1974-1980). Licenciado en Medicina por la Facultad de Medicina de Valladolid y autodidacta en biología, fue un personaje polifacético de gran carisma cuya influencia ha perdurado a pesar del paso de los años. Su saber abarcó campos como la cetrería y la etología, destacando en el estudio y convivencia con lobos. Estaba casado con Marcelle Geneviève Parmentier Lepied.
Ejerció además como expedicionario, guía de safaris fotográficos en África, conferenciante y escritor. Contribuyó en gran medida a la concienciación ecológica de España en una época en la que el país todavía no contaba con un movimiento de defensa de la naturaleza. Su repercusión no fue solo de ámbito nacional sino también internacional y se calcula que sus series de televisión, emitidas en numerosos países y plenamente vigentes hoy en día, han sido vistas por varios cientos de millones de personas. Murió en Alaska, junto con dos colaboradores y el piloto, al accidentarse la aeronave que los transportaba mientras hacían una filmación aérea para uno de sus documentales.

## Biografía

### Primeros años
Nació en el número 18 de la calle Mayor de Poza de la Sal, en la provincia de Burgos, el 14 de marzo de 1928, hijo de Samuel Rodríguez y Marcelina de la Fuente Ibáñez; tuvo una hermana menor, Mercedes. Su padre era notario de profesión, gran aficionado a la lectura y amante del castellano, por lo que en la casa se respiraba un ambiente intelectual. Debido a la guerra civil (1936-1939) y a que su padre no era partidario de una escolarización demasiado temprana, se ocupó él mismo de educar a sus hijos en casa, por lo que las incursiones de Félix en la naturaleza fueron continuas hasta los diez años, siendo marcado por una naturaleza virgen apenas hollada. Él mismo describiría su lugar de nacimiento como una «comunidad humana» en «convivencia armónica con los paisajes» que configuraron su «universo zoomórfico». En este ambiente maduró sus experiencias infantiles, que repercutirían en su sensibilidad y pensamiento para crear en el futuro sus hipótesis y propuestas tanto biológicas y antropológicas como de corte filosófico que se reflejarían en su obra divulgativa. 
Veraneaba habitualmente en Santander, ciudad en la que llegó a ejercer profesionalmente su padre. La afición de Félix por la naturaleza le lleva a convertirse en un gran conocedor de la zoología y en una de sus excursiones campestres, al observar cómo un halcón captura un pato, comienza su afición por la cetrería. Comenzó su educación reglada en 1938 como interno en el colegio de los Corazonistas de Vitoria y dos años después, en 1940, en los Hermanos Maristas de Burgos, época que vivió con añoranza por la libertad perdida.
En 1946, por consejo de su padre, que aunque siempre respetó su afición por la naturaleza desconfiaba de sus inclinaciones naturalistas, comienza a estudiar Medicina en la Universidad de Valladolid. En una entrevista realizada en 1971 aclaró que su padre le hizo ver que en esta carrera podría aprender mejor biología y le daba la razón, dado que en aquella época era así. El primer año, atraído por la libertad recuperada tras sus siete años en el internado y las nuevas experiencias que le brindaba la ciudad, no fue un buen estudiante y solo aprobó las tres asignaturas más fáciles. En años posteriores, solía encerrarse un mes antes de los exámenes para estudiar y desde el principio destacó en las pruebas orales dada su facilidad de palabra, logrando así las más altas calificaciones. Fue un gran aficionado al deporte, logrando ganar el campeonato universitario de 400 metros lisos. En esta época causa una gran influencia sobre él el biólogo José Antonio Valverde, que alcanzaría una enorme repercusión internacional a finales de los años cincuenta al enfrentarse a los planes del Ministerio de Agricultura para desecar las marismas del Guadalquivir, lo que llevaría a la creación en la zona del parque de Doñana. Además, Valverde compartía su pasión por la cetrería, arte que por aquel entonces llevaba siglo y medio sin practicarse en España, pero que Félix se propuso recuperar con la ayuda de los escritos medievales sobre el tema, especialmente el Libro de la caza de las aves,de Pedro López de Ayala, y el Libro de la caça, de don Juan Manuel. En 1953, finalizó la carrera de Medicina y en 1954 es uno de los firmantes del acta de fundación de la Sociedad Española de Ornitología.
En 1957 se gradúa en Estomatología en Madrid, consiguiendo el Premio Extraordinario Landete Aragó, nombrado en honor del pionero de la especialidad en España. Durante dos años, desde 1958, ejerce como odontólogo en la madrileña clínica del doctor Baldomero Sol, aunque siempre a media jornada para poder seguir dedicándose diariamente a la cetrería. Sin embargo, en 1960, tras fallecer su padre, abandona el oficio de dentista para dedicarse definitivamente a la cetrería y a la divulgación científica. En 1961 trabaja como asesor de cetrería en la película El Cid, rodada en España y funda el Centro de Cetrería de Burgos en Briviesca, dentro del Servicio Nacional de Pesca Fluvial y Caza. En 1962 y 1963, amplió sus investigaciones sobre el halcón peregrino y publicó su primer libro, Cetrería y aves de presa y en 1964, gracias a sus cada vez mayores contactos con científicos de toda Europa, presenta en el Congreso Internacional para la Protección de las Aves de Presa, celebrado en Caen (Francia), un estudio sobre la situación del halcón peregrino en España.

### Salto a la fama
En 1964 recibe el encargo del Gobierno español de capturar dos halcones peregrinos y ofrecérselos como regalo al rey Saúd de Arabia Saudita, viajando a ese país para entregárselos. En octubre de 1964 organiza las Jornadas Internacionales de Cetrería, que por primera vez se celebraban en España, en Loranca de Tajuña (Guadalajara). El diario ABC le dedica su foto de portada del 21 de octubre con el título de «Cetrero Mayor del Reino» y en la que aparece lanzando a Durandal, una hembra de halcón entrenada por él. Al resultar la foto ganadora de la competición unos días después, es invitado a un programa de Televisión Española, donde comenzaría a ser conocido y admirado por el gran público. Félix entró en los estudios con un halcón en el puño enguantado y, aunque se trataba de una simple entrevista de tres minutos para explicar los rudimentos de la cetrería, demostró ante la audiencia sus amplísimos conocimientos con tal pasión y oratoria que más tarde el popular periodista Joaquín Soler Serrano pidió para él un puesto en la Real Academia Española por ser «el español de mejor prosodia». A los pocos días se recibieron miles de cartas solicitando nuevas intervenciones suyas en pantalla, empezando así a colaborar en el programa Fin de semana, donde, en un breve espacio de unos cinco minutos, cada dos semanas, habla de caza, pesca, excursionismo y temas relacionados con los animales en general.

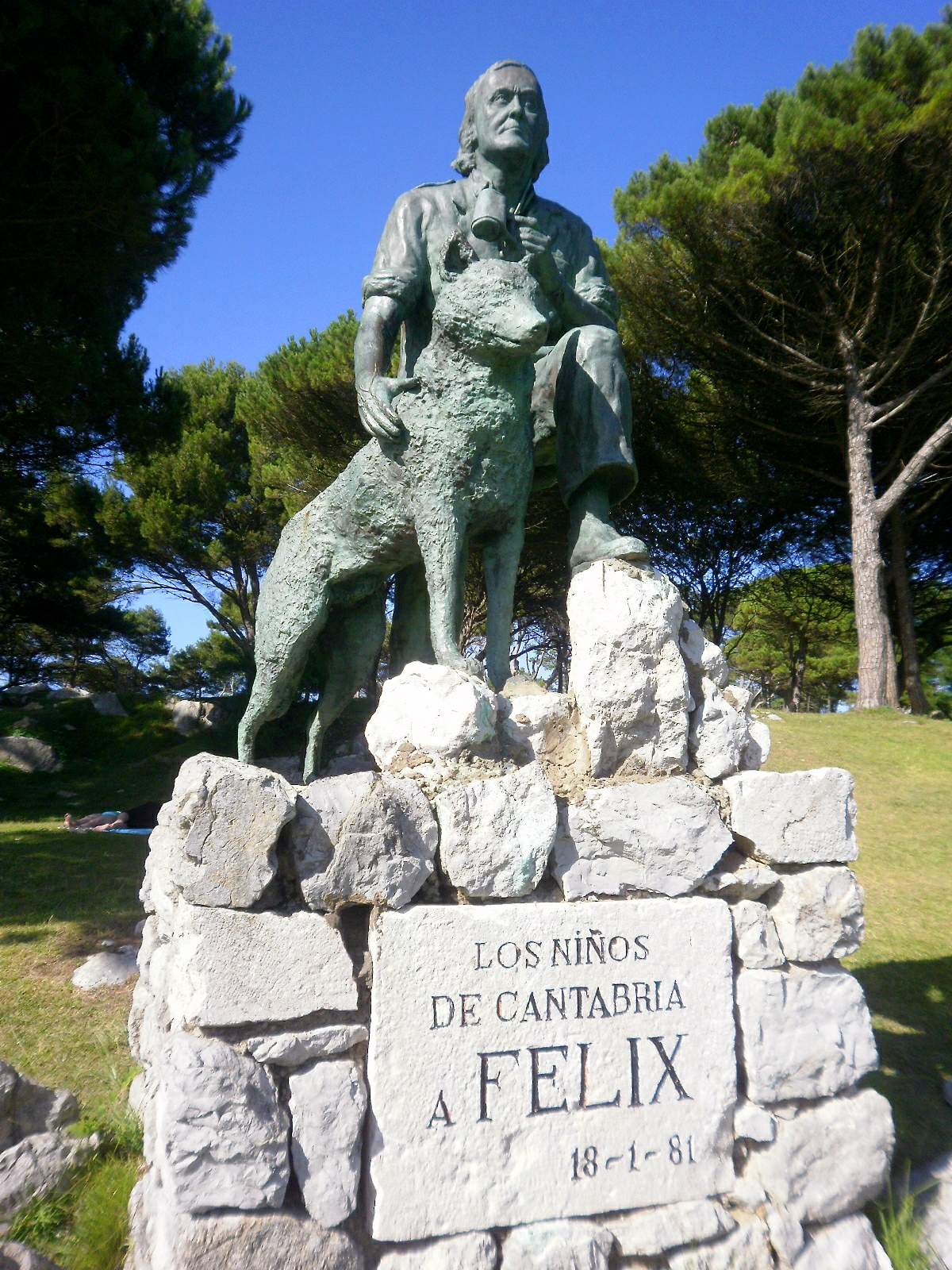
Estatua de Félix Rodríguez de la Fuente en la Península de La Magdalena en Santander

Su colaboración en ese programa dura cuatro años. En 1966 se inicia en TVE el espacio Televisión Escolar y Félix es encargado de la clase de zoología, presentado como Félix, el amigo de los animales, con el que se transforma en un personaje tremendamente popular. Es el primero que empieza a hablar de la fauna y la flora del país por sus valores intrínsecos, al margen del valor económico, el único que primaba entonces. Además, en una época de desarrollismo industrial, consigue conectar con una población trabajadora que está emigrando desde el campo a la ciudad y que siente como cercanas, por haberlas vivido en carne propia, las experiencias y conocimientos que Félix les transmite. Y todo ello adornado con una oratoria magistral y con un sentido del tiempo televisivo, ajustándose siempre, en intervenciones improvisadas y que se emitían en directo, a los pocos minutos de que disponía, pero logrando acabar siempre con la frase apropiada para mantener vivo el interés del espectador.

Consigue rodar su primer documental, Señores del espacio, dedicado a la cetrería y realizado gracias al rey de Arabia Saudí y varios aristócratas. El 5 de agosto de 1966 se casa con la francesa Marcelle Geneviève Parmentier Lepied (París, 1937), con la que tendría tres hijas: María de las Mercedes Geneviève (1967), Leticia Jimena (1969) y Odile Patricia (1973). Continúa sus colaboraciones en varios programas de televisión, como Imágenes para saber (1966) y A toda plana (1967), donde muestra su interés por los pueblos indígenas. En 1966 consigue la protección en España del halcón peregrino y de las rapaces nocturnas, lo que convierte al país en un referente, pues es el primero en que se aprueba una normativa de este tipo.

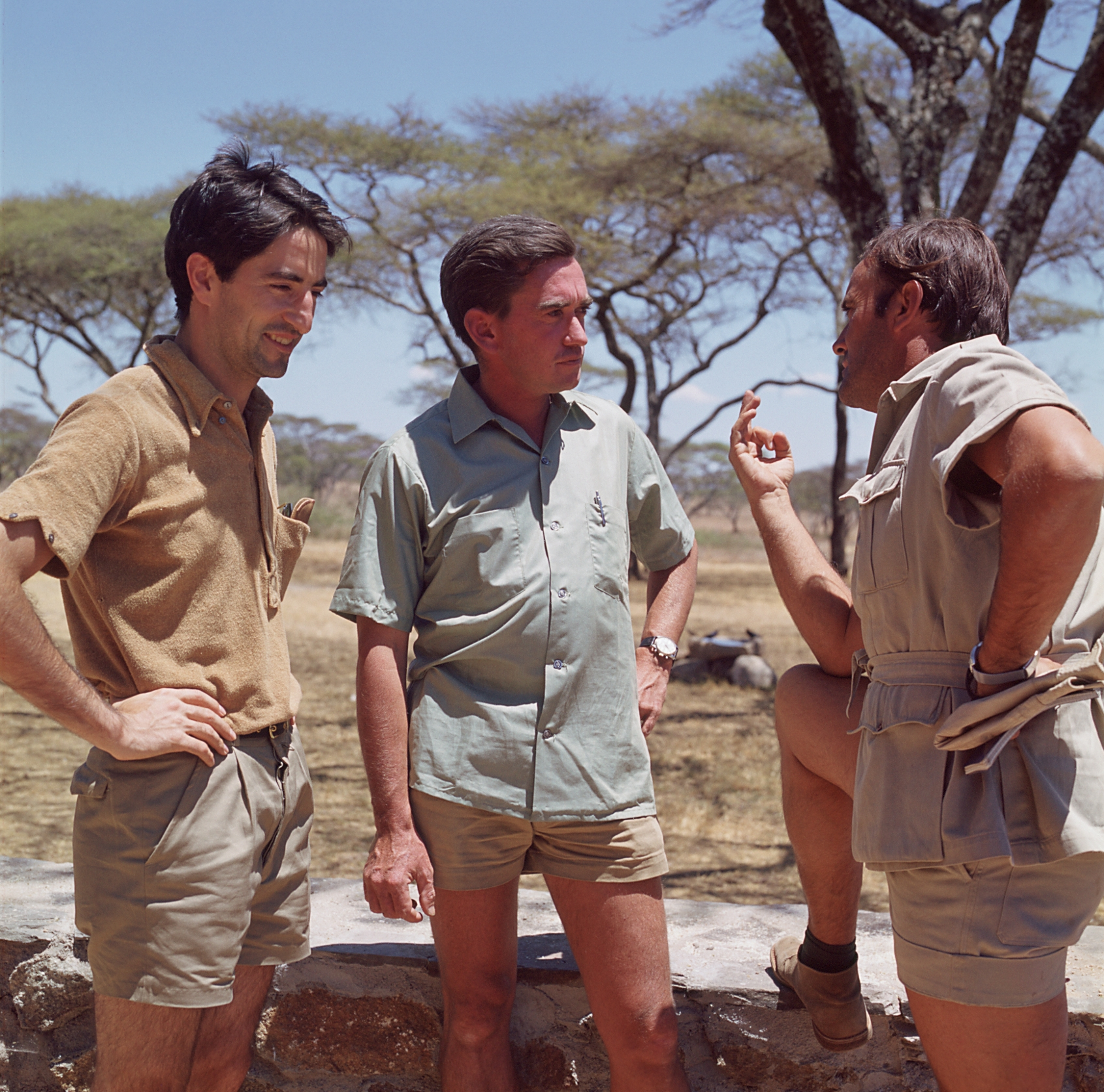
Jesús Mosterín, Hugo van Lawick y Félix Rodríguez de la Fuente (der.) en África (1969)

En 1967 comienza a escribir artículos en la revista Blanco y Negro, dominical del diario ABC, englobados bajo los epígrafes de Serie ibérica (1967) y Serie africana (1968), que consiguen aumentar en gran medida la tirada de la revista. También redacta en esta época cuatro entusiastas series en La Actualidad Española, revista que amplía su tirada con dichos artículos, y comienza su etapa de viajes y expediciones. Estos éxitos le permiten dedicarse a otra de sus pasiones, el estudio de los lobos: tras obtener en 1965 dos lobeznos que salvó de morir apaleados en un pueblo del Bierzo, los crió ayudado por su mujer y consiguió convertirse en el lobo alfa —jefe—, lo que luego repetiría con varias manadas en los montes aledaños al barranco del río Dulce, en la localidad de Pelegrina —cerca de Sigüenza (Guadalajara)—. Comienza así a divulgar lo que consideraba «la verdad del lobo», en una época en que era un animal perseguido y acosado por considerársele enemigo de las personas y, concretamente, de la ganadería y las especies cinegéticas. Sus estudios sobre este mítico animal profundizaron en la etología de esta especie que fue un cazador social que compartió con la especie humana la cúspide trófica durante los últimos 100 000 años de la era del Paleolítico. Pacto entre estos dos depredadores que llevó hace 30 000 años a la domesticación del lobo, que se transformó en perro, y más tarde a la enemistad del ser humano con los cánidos salvajes cuando las poblaciones humanas domesticaron a los herbívoros para entrar en el Neolítico hace 10 000 años. Esta original visión de Félix del pasado y del futuro, y de su rebeldía personal a ser domesticado por la sociedad actual, es el eje de su última biografía, publicada en el XXX aniversario de su muerte por la editorial La Esfera de los libros bajo el título Félix Rodríguez de la Fuente, su vida, mensaje de futuro. En ella se recogen muchos documentos de este divulgador de las ciencias naturales y «agitador de conciencias», que profundizan en ideas tan sugerentes.
En 1966 dirige y presenta la película Alas y garras, de la que también es guionista, que cosechará varios premios, como el Arquero de Bronce del Festival de Cine de Gijón. Mayor oportunidad de expandir su mensaje de aproximación a la naturaleza le llega en 1968, cuando los directivos de TVE le encargan la responsabilidad de ponerse al frente de un programa propio, Fauna.
Ese mismo año se le encarga, gracias a sus conocimientos en cetrería, un plan inédito en España: utilizar aves rapaces para el control de las aves potencialmente peligrosas en los aeropuertos. Este proyecto pretendía hacer frente a un problema que en 1967 había causado daños por valor de 100 millones de las pesetas a la Base Aérea de Utilización Conjunta de Torrejón de Ardoz. Félix aceptó la propuesta y lo llamó Operación Baharí –halcón en árabe–. Para ello utilizó sus aves rapaces como medio para ahuyentar a las aves involucradas en los choques con las aeronaves. El éxito fue rotundo: ese primer año los daños se redujeron a cero. En 1970 Aviación Civil le propuso hacer lo mismo en el aeropuerto de Madrid-Barajas, lo cual llevó a cabo mediante Operación Baharí II.
El éxito cosechado por el programa de televisión Fauna no impide que, al coincidir esa cabecera con el de la enciclopedia del mismo nombre que empieza a publicar en Salvat, los directivos de TVE cambien el nombre del programa de forma unilateral y sin consultarlo con el autor por el de Animalia (1970), que pocos capítulos más tarde Félix logró cambiar por el de Vida salvaje (1970). Aunque Félix se interesaba especialmente por la educación de los niños, consiguió llegar a todos los públicos.

### Reconocimiento internacional

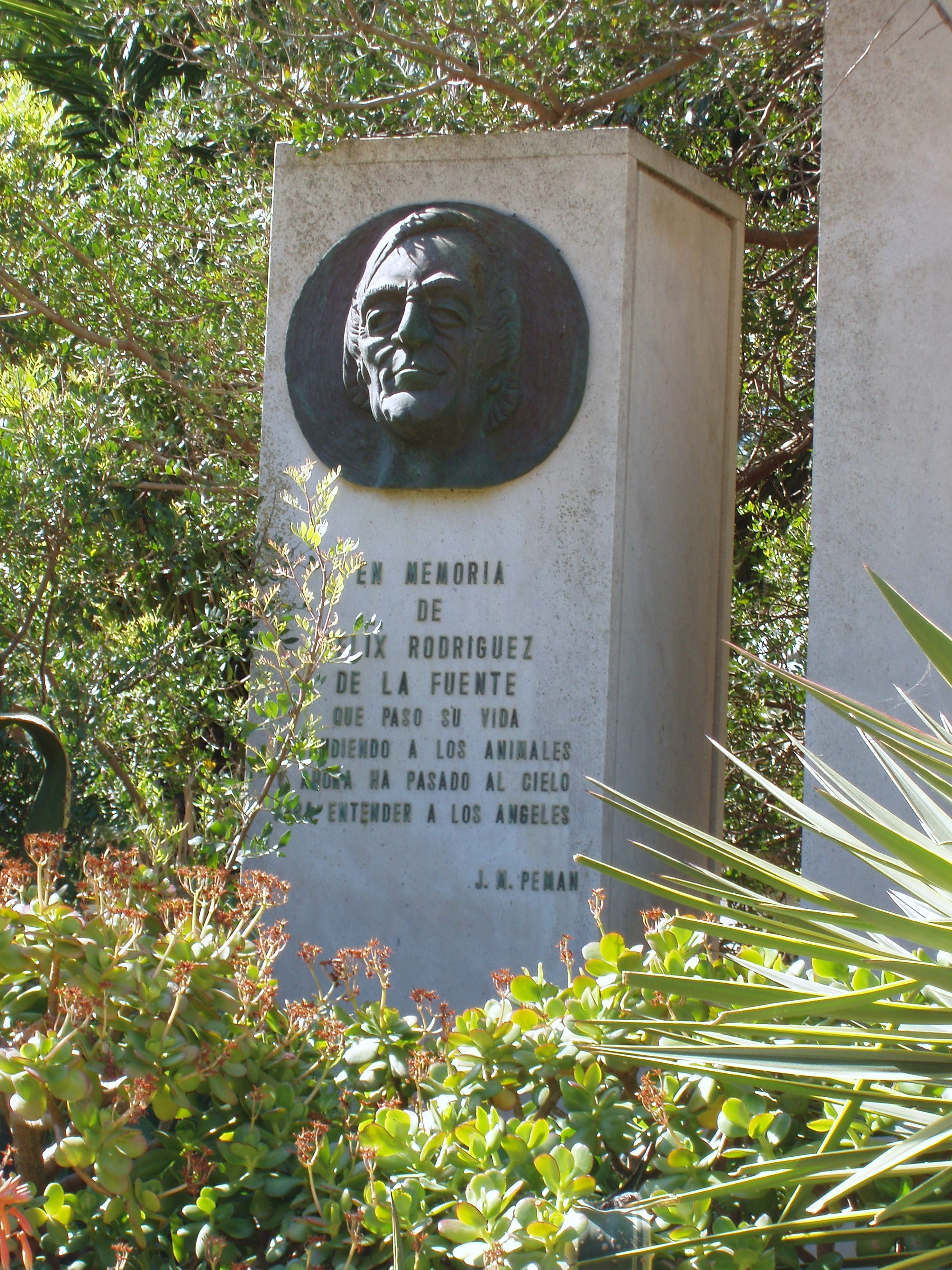
Monumento a Rodríguez de la Fuente en el parque Genovés de Cádiz

Entre 1970 y 1974 realiza la primera de sus grandes series que le darían reconocimiento internacional, especialmente en el ámbito hispanohablante, Planeta azul. En diciembre de 1973 comienza su colaboración en la radio con el programa La aventura de la vida, que se emitiría semanalmente, todos los jueves, durante los siguientes siete años, alcanzando más de 350 emisiones. Para la radio también colaboraría con Planeta agua y Objetivo: salvar la naturaleza. Paralelamente, en estos años se entrega a diversas causas conservacionistas de relevancia, como el salvamento de distintas especies animales en peligro de extinción, muy especialmente el lobo, que probablemente le debe su supervivencia en la península ibérica, y para el que consiguió el respeto y el aprecio por parte de la sociedad, de manera similar a como lo había conseguido años antes con las aves rapaces, aunque a costa del enfrentamiento con pastores y cazadores. Otros animales que se esforzó en proteger fueron el oso ibérico, el lince, el águila real o el águila imperial. También trabajó en la preservación de diferentes espacios naturales de la geografía española, como las dunas de El Saler, el parque de Doñana, las Tablas de Daimiel, el Monte de El Pardo o la laguna de Gallocanta.
Durante toda la década, emprende diversos proyectos editoriales, como la coordinación de la Enciclopedia Salvat de la Fauna (1970-73), realizada con un equipo de jóvenes biólogos entre los que se encontraban Miguel Delibes de Castro, Javier Castroviejo, Cosme Morillo y Carlos Vallecillo, entre otros. La enciclopedia supuso un verdadero reto ya que durante tres años se publicó un fascículo semanal de 24 páginas, vendiendo sólo en España dieciocho millones de volúmenes. Posteriormente sería traducida a catorce idiomas y publicada en los cinco continentes, transformándose en una obra de referencia; Delibes recordaría años después haber visto la enciclopedia entre los libros técnicos de la mayoría de los museos de ciencias naturales de Europa. También publicó la Enciclopedia Salvat de la fauna ibérica y europea, coordinada por Joaquín Araújo, Los libros de El hombre y la Tierra, Los cuadernos de campo y la enciclopedia La aventura de la vida, publicada tras su fallecimiento.
Entre 1973 y 1980 realiza para televisión la que sin duda es su serie más famosa, El hombre y la Tierra, dividida en tres partes: las series ibérica, suramericana y norteamericana. La serie ibérica constó de tres partes y de una cuarta inconclusa. La serie suramericana se filmó en 1973 en Venezuela, en Los Llanos, el Orinoco y en el Amazonas, y aunque en principio sólo se iban a rodar ocho capítulos se ampliaron finalmente a dieciocho. Por último, de la serie norteamericana sólo se pudo filmar la parte canadiense y dos capítulos en Alaska. El rodaje de la serie, que abarcó 124 capítulos, la mayoría rodados en España, supuso todo un reto, ya que se rodó en 35 milímetros, para lo que se tenían que transportar los pesados equipos de filmación de la época. También es de destacar su sintonía, compuesta por Antón García Abril. La serie se convirtió en un referente mundial y filmó algunos animales por primera vez, como el desmán de los Pirineos. Utilizando animales troquelados —acostumbrados a la presencia humana pero que conservan sus pautas naturales de comportamiento, no han sido domesticados—, se consiguieron imágenes impactantes que dieron la vuelta al mundo, entre las que cabe destacar la caza de diversos animales por parte de las manadas de lobos de las que Félix era el jefe o, quizá la más espectacular y recordada, la caza de un muflón por un águila real. La serie se emitió en numerosos países con gran éxito de audiencia y cosechó premios tanto en España —Ondas, Antena de Oro— como en el extranjero —Festival de Televisión de Montecarlo—. Es de destacar que la serie se hacía sin guion y Félix improvisaba el desarrollo de cada capítulo. 

### Muerte

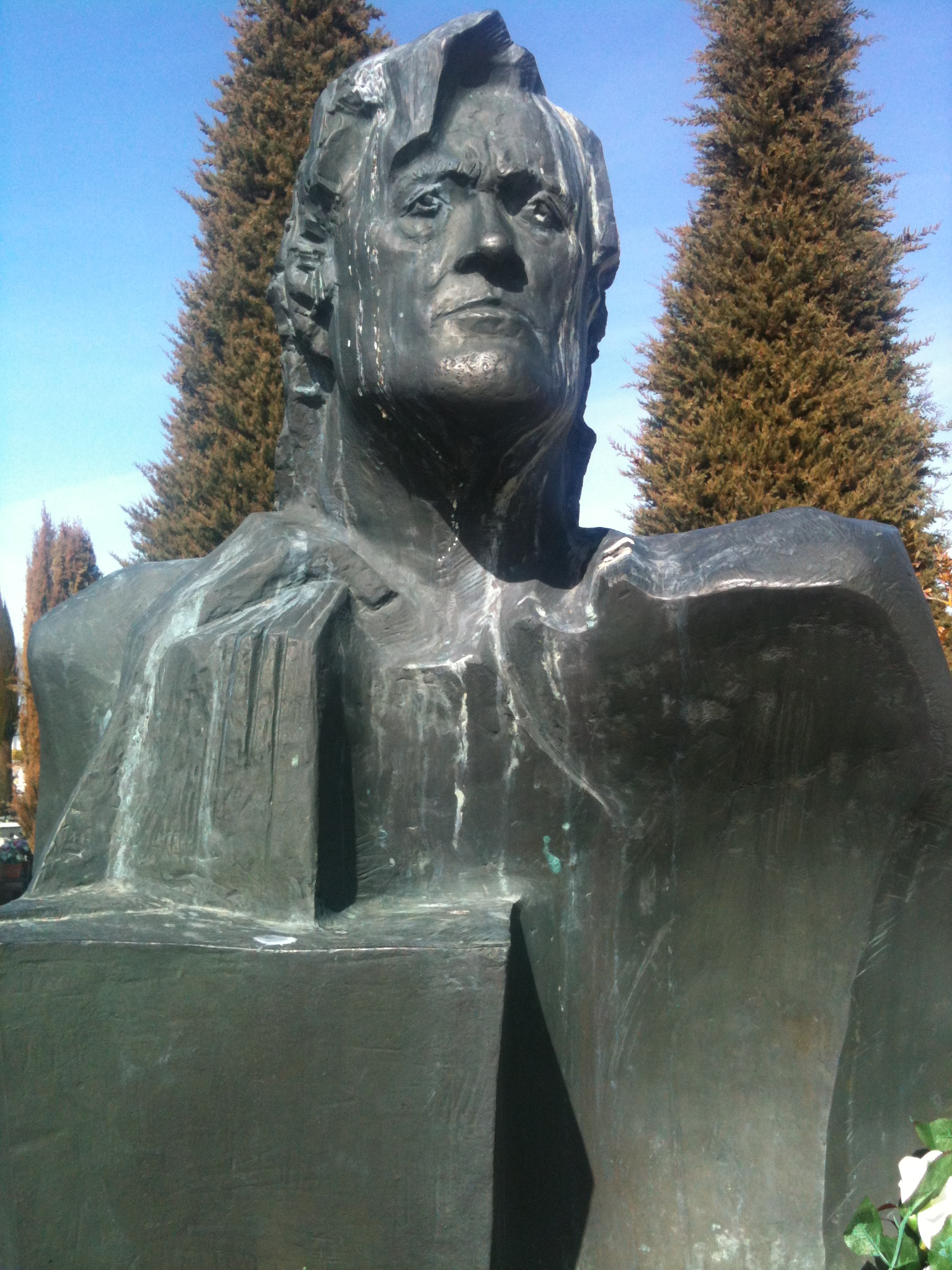
Detalle del monumento funerario dedicado a Félix Rodríguez de la Fuente en el cementerio de San José de Burgos. La escultura es obra de Pablo Serrano

El 4 de marzo de 1980, ante los reyes de España, Félix presentó en el Centro Cultural de la Villa de Madrid un documento titulado Estrategia mundial para la conservación de los recursos vivos y el logro de un desarrollo sostenido, propuesta de la Unión Internacional para la Conservación de la Naturaleza y de los Recursos Naturales. El día 10 se trasladó junto con un equipo de El hombre y la Tierra a Alaska, al círculo polar ártico, para filmar la Iditarod Trail Sled Dog Race, la carrera de trineo con perros más importante del mundo. Para ello contrataron los servicios del piloto Tony Oney y su socio Warren Dobson. La mayor parte del equipo viajaba habitualmente en la avioneta de Oney, una pequeña Cessna, pero esta sufre una pérdida de aceite y Félix, que tenía miedo a volar, decide cambiarse al aparato de Dobson. Poco antes de montar, comenta: «Qué lugar más hermoso para morir». Le acompañan Teodoro Roa y Alberto Mariano Huéscar, ambos cámaras de Televisión Española. Tras despegar de Unalakleet, las dos avionetas vuelan casi juntas y, poco después, la que pilota Dobson se estrella en circunstancias extrañas. Todos sus ocupantes murieron en el acto. Oney aterriza y es el primero en alcanzar la avioneta siniestrada. El lugar exacto de la catástrofe fue Shaktoolik, población de inuits a unos 25 km de la costa del mar de Bering, no lejos de Klondike, lugar adorado por Félix desde sus adolescentes lecturas de Jack London.
La policía de Alaska recogió los cadáveres, que fueron depositados en la morgue de Nome, desde donde fueron repatriados a España. Según una persona de Nome que ayudaba a los españoles a transportar sus cámaras y sus utensilios, Rodríguez de la Fuente había estado ligeramente enfermo a principios de semana a consecuencia de fuertes dolores de muelas pero doce horas antes de su fallecimiento se hallaba en plena forma y haciendo planes para dos nuevas filmaciones, una sobre los albatros de Cordova, localidad de Alaska, y otra sobre las islas Aleutianas.
Durante su estancia en Norteamérica, Rodríguez de la Fuente y su equipo habían conseguido una gran popularidad en la región canadiense de Yukón, en las ciudades de Dawson City, Whitehorse y Yellowknife; y en Alaska en Nome, Anchorage y Fairbanks. El principal diario del estado publicó en portada con grandes letras «Adiós a nuestro Jack London español».
El siniestro, según consta en el registro de accidentes de aviación estadounidense, ocurrió exactamente a las 12:30 del 14 de marzo de 1980, hora local de Alaska. En aquel momento existían 11 horas de diferencia con España. Por tanto, el accidente se produjo cuando eran las 23:30 del 14 de marzo en España. La noticia del accidente fue dada a conocer en España unas horas después, a primera hora de la mañana del 15 de marzo, por lo que a veces se cree equivocadamente que murió ese día, aunque en realidad fue el 14, precisamente el día en que cumplía 52 años. Su muerte conmovió al país.
Fue enterrado en el cementerio de su localidad natal (Poza de la Sal, Burgos) en un acto multitudinario el miércoles 19 de marzo de 1980 sobre las 15:30 horas. En junio de 1981, y por iniciativa de su viuda Marcelle Parmentier, sus restos mortales fueron exhumados para ser trasladados al cementerio de la ciudad de Burgos, donde descansan desde entonces, en un panteón diseñado por el arquitecto Miguel Fisac del que forma parte una escultura obra del artista Pablo Serrano. El traslado al cementerio de Burgos se realizó durante la madrugada para evitar enfrentamientos con los habitantes y autoridades de Poza de la Sal, que se oponían frontalmente a que los restos del famoso naturalista fueran alejados de su lugar de nacimiento.

## Su legado

### Repercusión
En una época en la que, especialmente en España, no existía aún una clara conciencia ecológica, su influencia fue decisiva en la creación de esa conciencia de defensa ambiental y conservacionista que en sus programas de radio y televisión se hizo cada vez más patente y acuciante. En torno a su artístico y apasionado modo de mostrar la naturaleza se fue creando el denominado «fenómeno Félix», una corriente de amor a la naturaleza y a su defensa que consiguió, por ejemplo, cambiar la muy criticada política del ICONA, Instituto para la Conservación de la Naturaleza, o acabar con las Juntas de Extinción de Animales Dañinos y Protección a la Caza. Además, ayudó a crear la delegación española del Fondo Mundial para la Naturaleza, siendo vicepresidente de Adena y su máximo promotor, auspició la promulgación de parques naturales y nacionales y logró la preservación por ley del halcón peregrino y el lobo. También creó, en 1975, el Refugio de Rapaces de Montejo de la Vega, con la mayor población de buitres leonados de Europa, donde organizó campamentos infantiles por los que pasaron cientos de niños y niñas.
Este compromiso conservacionista le llevó a la defensa del equilibrio ecológico por encima de cada animal individualmente considerado, lo que originó polémicas que siguen vigentes, y a oponerse a las políticas medioambientales de diversas instituciones, como las escuelas de ingenieros de montes y de caminos o el IRYDA, lo que le valió diversas enemistades. También, según la biografía Félix Rodríguez de la Fuente, el hombre y su obra, su defensa del lobo le acarreó diversas amenazas de muerte.
De su gran popularidad dan ejemplo dos datos. Según las encuestas que recoge su biógrafo, Miguel Pou, entre 1971 y 1974 en España se le consideró «el personaje más famoso después de Franco». Según Joaquín Araújo, en una información también recogida por Pou, en 1983 el 70% de los estudiantes de biológicas entrevistados decían hacer la carrera por la influencia de Rodríguez de la Fuente. La serie El hombre y la Tierra se ha visto en los cinco continentes, incluyendo países como la República Popular China, por lo que su mensaje es susceptible de haber llegado a varios cientos de millones de espectadores.
La biografía Félix, el amigo de los animales detalla pormenorizadamente su vida. La conciencia planetaria de Félix Rodríguez de la Fuente recoge sus pensamientos y teorías, que engloban sus conocimientos de antropología antigua, así como sus «adelantados avisos e interesantes propuestas [actuales] a la sociedad». En 2010, vio la luz una nueva biografía titulada Félix Rodríguez de la Fuente, su vida, mensaje de futuro, que recoge buena parte de sus documentos personales, correspondencia y reflexiones vertidas en su programa de Radio Nacional de España, hasta ese momento inéditos, que corroboran su compromiso con la conservación de la naturaleza y la vida desde muy joven.

### Críticas
Tras su muerte se criticó que muchas secuencias de sus documentales, sobre todo de El hombre y la Tierra, fueron rodadas, principalmente en la hoz de Pelegrina, con animales troquelados —acostumbrados a la presencia humana— que mantenía en cautividad, falseando tomas utilizando animales inmovilizados o pieles rellenas de paja. Sin embargo, los defensores de esta forma de trabajo sostienen que, si no se hubiera hecho así, hubiera sido imposible conseguir tales imágenes en plena naturaleza y que en cualquier caso los animales troquelados no sufrían ningún tipo de daño, atrayendo en cambio el interés del público, lo que a la larga suponía el apoyo y concienciación en la defensa de la problemática de la especie en cuestión y del medio ambiente en general.

### Monumentos en su honor y homenajes
En abril de 1980, el Ayuntamiento de Burgos le otorgó la Medalla de Oro de la ciudad a título póstumo. Buena prueba de la influencia de Félix Rodríguez de la Fuente en la sociedad española y del recuerdo que aún perdura de su figura, es el gran número de monumentos, placas conmemorativas y parques en su honor distribuidos por toda la geografía de España. A su muerte siguió recibiendo premios, trofeos, galardones y condecoraciones hasta un total de más de sesenta y se creó, gracias a sus estudios de campo y gran influencia, el parque nacional de Cabrera en las Islas Baleares.
También se erigió un monumento a su memoria en el lugar justo del accidente —Alaska—, pero fue destruido para construir una carretera. Aunque en 2014 se afirmó que se iba a reconstruir, en marzo de 2018 no se tiene noticias de si volverá a erigirse.
El grupo musical infantil de éxito en España en la época de su fallecimiento, Enrique y Ana le dedicó una canción de homenaje llamada «Mi amigo Félix» en la que se narraba la tristeza de todos los animales por su muerte y su llegada al Cielo.
En Andalucía (España) se ubica un árbol singular "El Pino de Félix Rodríguez de la Fuente", de la especie (Pinus nigra subsp. salzmannii).Situado junto al Camino de Santiago de la Espada, este ejemplar se denomina así porque sus proximidades fueron escenario de varios de los capítulos de la famosa serie de Félix Rodríguez de la Fuente, y junto a él tiene una piedra en la que aparece esculpido su nombre.

### Fundación Rodríguez de la Fuente
En 2004 su hija Odile Rodríguez de la Fuente constituyó una fundación con su nombre que realizó la labor de difundir su legado. La fundación promovió multitud de iniciativas en aras de la conservación de la naturaleza. Sus objetivos fundacionales: «1. Difundir el legado documental que Félix Rodríguez de la Fuente dejó tras años de intensos y reconocidos trabajos en la conservación, estudio y difusión del hombre y su entorno natural y darle continuidad a través de proyectos alineados con su filosofía. 2. Identificar y poner en red a actores relacionados con la ciencia y el medio natural en España, para tejer alianzas y establecer espacios de reflexión y consenso que den lugar a iniciativas multidisciplinares y multisectoriales. 3. Desarrollar actividades de comunicación que conciencien al público sobre la trascendencia de restablecer una relación constructiva y sostenible con el medio natural. 4. Implicar a la sociedad en una participación activa en las soluciones y construir un futuro de convivencia y equilibrio con el medio natural». Dificultades económicas llevaron al cierre de dicha fundación en 2017.

## Filmografía

### Películas documentales
- Señores del espacio (1966).
- Alas y garras (1966).

### Series de documentales
- Félix, el amigo de los animales (sección del programa Televisión Escolar; 1966).
- Fauna (también sería llamado, en 1970, Animalia y Vida Salvaje; 1968-1970).
- El planeta azul (1970-74).
- La aventura de la vida (programa radiofónico; 1973-1980).
- Planeta agua (colaboraciones).
- Objetivo: salvar la naturaleza (colaboraciones).
- El hombre y la Tierra (1974-1980).

## Obra
- Félix Rodríguez de la Fuente: Enciclopedia de la fauna de Félix Rodríguez de la Fuente (ed. Salvat) (1970-1973), Barcelona, ISBN 9788471373915 (12 tomos en papel con dibujos, mapas y fotografías).[19]